# غواصة يو بي-10
غواصة يو بي-10 غواصة ألمانية من الفئة يو بي 1 أو يو بوت تابعة في البحرية الإمبراطورية (بالألمانية: Kaiserliche Marine)‏ خلال الحرب العالمية الأولى
تم طلب يو بي-10 في أكتوبر 1914 وتم وضعه في حوض بناء السفن إيه جي فيزر في بريمن في شهر وفمبر. حملت أنابيب طوربيد ثنائية وكانت مسلحة أيضًا بمدفع رشاش مركب على سطح الغواصة. تم تقسيم يو بي-10 إلى قطع وشحنها بالسكك الحديدية إلى أنتويرب لإعادة التجميع. تم إطلاقها في فبراير 1915 وتم تكليفها باسم أسم أم يو بي-10 في مارس.  كانت الغواصة الأولى التي بدأت عملياتها عندما دخلت الخدمة في 27 مارس 1915.